# Vanino
Vanino (Ва́нино) je sídlo městského typu v Rusku (Chabarovský kraj). Nachází se ve stejnojmenném zálivu na západním pobřeží Tatarského průlivu.

## Historie
Původními obyvateli byli Udegejci. Zdejší zátoku objevila v roce 1853 výprava, kterou vedl Gennadij Ivanovič Něvelskoj. Na ruských  námořních mapách se oblast poprvé objevila v roce 1876.
V roce 1907 se v zátoce objevil obchodník se dřevem - Tiškin, který zde založil své skladiště, které se rozrostlo v menší osadu a získalo po svém zakladateli jméno Tiškino. Dne 18. října 1943 byl ve městě oficiálně založen přístav. Do roku 1958 patřila pod město Sovětskaja Gavaň. V roce 1973 se stala sídlem rajónu.
V roce 1951 zde byl zřízen tranzitní tábor, který patřil k trustu Dalstroj. Z Vaninského přístavu odplouvaly lodě s trestanci do lágrů okolo Magadanu. Tyto doby připomíná píseň Ванинский порт, označovaná za hymnu vězňů gulagu. S koncem éry táborů nucených prací v SSSR v polovině 50. let 20. století se přístav proměnil v obchodní přístav, jehož hlavním účelem byl vývoz ruského zboží do zemí asijsko-pacifické oblasti. Vyváželo se především surové dřevo (kulatina, řezivo). 
Vanino má obchodní přístav a nádraží na Bajkalsko-amurské magistrále. Je významným překladištěm uhlí a dřeva a v roce 2012 zde byla uvedena do provozu rafinérie ropy.

### Vývoj počtu obyvatel
- 1959: 11 957
- 1970: 15 401
- 1979: 19 178
- 1989: 21 510
- 2000: 20 000
- 2009: 18 210
- 2019: 15 314
- 2021: 14 986
- 2022: 15 069

## Přístav
Vaninský přístav je největším dopravním uzlem v Chabarovském kraji. Nachází se na severozápadním pobřeží Vaninskéhé zálivu v Tatarském průlivu a na Bajkalsko-amurské železnici. Přístav je celoročně otevřen pro námořní plavbu. V zimě, kdy se moře pokryje ledem (od ledna do března), jsou lodě doprovázeny ledoborci.
Obchodní přístav má 22 nákladních míst a mola o celkové délce více než 3 km. Jsou součástí čtyř překladových komplexů a ropného terminálu.
Vaninský přístav je dopravním uzlem spojujícím železniční, námořní a silniční trasy. Prostřednictvím vaninského přístavu je náklad doručován do severovýchodních oblastí Ruska, Japonska, Jižní Koreje, Číny, Austrálie, USA a dalších zemí asijsko-pacifického regionu.
Existuje zde trajektová námořní přeprava osob do Cholmsku, která ročně přepraví více než 25 tisíc cestujících.
Obrat nákladu přístavu v roce 2005 činil 6,2 milionu tun a v roce 2015 to již bylo 26,8 milionu tun. Hlavními vývozními artikly jsou uhlí, dřevo, barevné a železné kovy, ruda a kontejnery. V roce 2020 byla provedena rozsáhlá rekonstrukce kotviště a nákladových prostor v přístavu. V roce 2021 se předpokládá zvýšení obratu na 55 milionů tun.

## Partnerská města
Partnerskými městy Vanina jsou:
- Išikari, Japonsko
- Josu, Jižní Korea